# 鄧筠庭
鄧筠庭（2003年11月21日—），台灣童星。2歲時候開始拍戲和拍廣告。

## 主要作品

### 電視劇
| 首播日期       | 播出頻道         | 劇名                  | 飾演                 |
| -------------- | ---------------- | --------------------- | -------------------- |
| 2008年3月16日  | 台視、三立都會台 | 《命中註定我愛你》    | 戴欣怡Anna（童年）   |
| 2008年8月24日  | 台視、三立都會台 | 《無敵珊寶妹》        | 趙天晴               |
| 2009年6月8日   | 華視             | 《魔女18號》          | 范亮亮（童年）       |
| 2009年         | 大愛             | 《遲來的幸福》        | 陳巧伶（童年）       |
| 2009年         | 大愛             | 《路邊董事長》        |                      |
| 2009年         | 大愛             | 《春風伴我行》        | 姚若荷（童年）       |
| 2009年         | 大愛             | 《幸福的青鳥》        | 欣伶（童年）         |
| 2009年1月28日  | 台視             | 《協奏曲》            | 高沅沅               |
| 2009年         | 大愛             | 《芳草碧連天》        | 富美                 |
| 2009年6月7日   | 台視、三立都會台 | 《福氣又安康》        | 江珍珍（童年）       |
| 2009年9月2日   | 三立台灣台       | 《天下父母心》        | 黃依依 楊依依 蔡依依 |
| 2009年10月4日  | 台視、三立都會台 | 《下一站，幸福》      | 糖糖                 |
| 2010年         | 大愛             | 《愛的練習題》        | 富美                 |
| 2011年         | 民視、八大電視台 | 《華麗的挑戰》        | 宮囍（童年）         |
| 2011年10月2日  | 華視、東森戲劇台 | 《真心請按兩次鈴》    | 多多                 |
| 2011年10月     | 台視             | 《田庄英雄》          | 彤彤                 |
| 2011年12月     | 台視             | 《前男友》            | 泱泱                 |
| 2011年12月     | 三立都會台       | 《真愛找麻煩》        | 四眼田雞妹（棠棠）   |
| 2012年         | 中視             | 《智勝鮮師》          | 曾雅妮(童年)         |
| 2012年6月      | 三立都會台       | 《我們發財了》        | 江恬恬               |
| 2013年1月      | 三立都會台       | 《我租了一個情人》    | 小珊珊               |
| 2013年1月      | 壹綜合           | 《愛味男女 》         | 小味兒               |
| 2013年1月      | 大愛、中天娛樂台 | 《明天更美麗 》       | 李春代（童年）       |
| 2013年2月18日  | 大愛             | 《管爸的照相機 》     | 小瑄                 |
| 2013年3月      | 中視             | 《借用一下你的愛 》   | 平安（童年）         |
| 2013年5月      | 客家電視台       | 《樂土 》             | 馮蜜（童年）         |
| 2013年5月12日  | 民視、八大娛樂台 | 《原來是美男 》       | 小女孩               |
| 2013年7月11日  | 大愛             | 《路長情更長 》       | 美蘭（童年）         |
| 2013年7月26日  | TVBS             | 《飛越龍門客棧 》     | 默語（童年）         |
| 2013年8月      | 大愛             | 《心開運轉 》         | 惠雯（童年）         |
| 2013年9月      | 三立台灣台       | 《孤戀花 》           | 林淑君（童年）       |
| 2013年11月8日  | 大愛電視台       | 《逆光真愛 》         | 蔡雅真（童年）       |
| 2013年11月     | 三立台灣台       | 《世間情》            | 杜恩恩（童年）       |
| 2014年2月17日  | 客家電視台       | 《在河左岸 》         | 黃永真（童年）       |
| 2014年4月21日  | 大愛             | 《海海人生路》        | 楊家萱（童年）       |
| 2014年6月24日  | 大愛             | 《頂坡角上的家》      | 林葉（童年）         |
| 2014年         | 台視             | 《雨後驕陽》          | 黃筱曼（童年）       |
| 2014年         | 台視、三立都會台 | 《愛上兩個我》        | 李歡歡（童年）       |
| 2014年         | 大愛、中天娛樂台 | 《光合一加一》        | 伊碧英（童年）       |
| 2014年6月24日  | 大愛             | 《頂坡角上的家》      | 林葉（童年）         |
| 2014年8月      | 台視             | 《艋舺的女人》        | 劉寶珠（童年）       |
| 2015年         | 三立都會台       | 《好想談戀愛》        | 夏曼安（童年）       |
| 2015年         | 大愛             | 《永不放棄》          | 林貞菱（童年）       |
| 2015年         | 大愛             | 《幸福在我家》        | 葉玲君（童年）       |
| 2015年         | 大愛             | 《萬里桂花香》        | 吳桂香（童年）       |
| 2015年         | 民視             | 《星座愛情雙魚女》    | 珍珠小白花           |
| 2016年         | 三立台灣台       | 《紫色大稻埕》        | 江寶珠（童年）       |
| 2016年         | 大愛             | 《家有滿子》          | 魏滿子（童年）       |
| 2016年         | 大愛             | 《我和我母親》        | 林美麗（童年）       |
| 2016年         | 大愛             | 《畫渡人》            | 陳婉昕（童年）       |
| 2016年10月31日 | 大愛             | 《蘇足》              | 蘇足（童年）         |
| 2017年         | 大愛             | 《車站人生》          | 陳郁聆（童年）       |
| 2017年         | 大愛             | 《若是來恆春》        | 彭湘惠（童年）       |
| 2018年         | 大愛             | 《曾經 我們一起12歲》 | 李梨瑟（12歲）       |

### 電影
| 年份      | 電影片名       | 飾演     |
| --------- | -------------- | -------- |
| 2010年    | 《阿輝的女兒》 | 小琪     |
| 2013年5月 | 《末日天使》   | 小艾米拉 |
| 2015年    | 《溝仔尾歌王》 | 虹虹     |

## 廣告

### 電視
- 2006年 味丹企業飲料廣告
- 2007年 台灣團結聯盟競選廣告
- 2008年 3M公司新絲舒棉被
- 2008年 嬌生沙威隆沐浴乳
- 2008年 恆義食品-中華豆花
- 2008年 家樂福-耍酷篇
- 2008年 家樂福-走秀篇
- 2008年 客委會宣傳廣告
- 2009年 惠氏小善存
- 2010年 月眉育樂世界馬拉灣廣告
- 2010年 刷樂牙刷廣告

### 平面
- 倍樂生《巧連智月刊》
- 統一企業「統一LP33優酪乳」
- 家樂福

## 通告活動

### 節目
- 2009年6月台視《鑽石夜總會》
- 2009年10月台視《鑽石夜總會》
- 2009年8月東風《王牌大明星》
- 2010年1月高點電視《爸爸有問題》
- 2010年1月三立都會台《完全娛樂》誰是虎年童星界的一哥一姊
- 2010年2月超視《超級大老婆》
- 2010年9月衛視中文台《一袋女王》
- 2010年10月三立都會台《型男大主廚》
- 2010年11月華視《綜藝大國民》
- 2010年12月Channel [V]《我愛黑澀棒棒堂》
- 2013年6月年代《今晚誰當家》
- 2013年6月三立都會台《綜藝大熱門》
- 2013年7月大愛電視台《大愛會客室》

### 宣傳活動
- 2008年 [無敵珊寶妹]見面會
- 2014年 [光和一加一]
- 2016年 [我與我母親]
- 2016年 [蘇足]